# Zaroślak popielaty
Zaroślak popielaty (Atlapetes canigenis) – endemiczny gatunek małego ptaka z rodziny pasówek (Passerellidae). Znany jest tylko z niewielkiego obszaru w południowym Peru w zasadzie pokrywającego się z regionem Cuzco. Uznawany za gatunek najmniejszej troski.

## Systematyka
Gatunek po raz pierwszy zgodnie z zasadami nazewnictwa binominalnego opisał Frank Michler Chapman, nadając mu nazwę Atlapetes canigenis. Opis ukazał się w 1919 roku w Bulletin of the American Museum of Natural History. Autor jako miejsce typowe wskazał Torontoy w dolinie rzeki Urubamba w regionie Cuzco w Peru. IOC nie wyróżnia podgatunków. Dawniej uważany był za podgatunek zaroślaka ciemnego (A. schistaceus). Dane molekularne sugerują, że zaroślak popielaty jest genetycznie najbliżej spokrewniony z zaroślakiem czarnobrodym (A. melanolaemus) i zaroślakiem czarnookim (A. forbesi).

### Etymologia
- Atlapetes: połączenie słowa Atlas z gr. πετης petēs – „lotnik” (gr. πετομαι petomai – „latać”)[11].
- canigenis: łac. canus – „szary”, łac. gena – „policzek”[12].

## Morfologia
WyglądNie występuje dymorfizm płciowy. Niewielki ptak ze stosunkowo krótkim, grubym u nasady dziobem w kolorze czarnym. Obie szczęki są lekko zakrzywione. Tęczówki brązowe. Nogi czarne. Górna część głowy i potylica pomarańczowo-rdzawa lub rdzawo-brązowa. Od dzioba wokół oczu i wzdłuż rdzawej czapeczki czarniawy pasek rozjaśniający się bliżej szyi. Policzki szare, lśniące. Gardło i podgardle jasnoszare. Od dzioba odchodzą w dół szyi mało wyraźne ciemniejsze paseczki. Nad nimi białawe paski policzkowe. Górne pokrywy skrzydeł szare. Lotki czarniawe z jaśniejszymi stalowoszarymi obrysami. Ogon długi, niestopniowany, wszystkie sterówki w kolorze szarym. Brzuch i dolna część ciała szare.
Wymiary
- długość ciała: 18 cm
- długość ogona: 7,2–7,8 cm
- długość skrzydła: 7,2–7,6 cm
- długość dzioba: 1,5 cm[5]

## Zasięg występowania
Zaroślak popielaty jest spotykany tylko na niewielkim obszarze w Andach, w południowo-środkowym Peru. Zasięg jego występowania pokrywa się prawie całkowicie z granicami regionu Cuzco. Najdalej na północ wysunięte stanowiska znajdują się w San Fernando w dolinie rzeki Apurímac i San Luis w dorzeczu Urubamba. Najdalej na południe wysunięte stanowiska to Torontoy w dorzeczu Urubamba i Bosque Ccasapta w dorzeczu Apurímac. Występuje na wysokości od 2400 do 3000 m n.p.m.

## Ekologia
Zaroślak popielaty jest gatunkiem endemicznym. Jego głównym habitatem są obrzeża wilgotnych lasów górskich w dolinach rzek w Andach. Brak jest szczegółowych informacji o jego diecie. Prawdopodobnie jest gatunkiem wszystkożernym, zjadającym bezkręgowce, nasiona i być może drobne owoce.

### Rozmnażanie
Brak szczegółowych informacji o rozmnażaniu, gniazdach i jajach.

## Status
Zaroślak popielaty wpisany jest do Czerwonej księgi gatunków zagrożonych IUCN jako gatunek najmniejszej troski (Least Concern). Jego zasięg występowania według szacunków organizacji BirdLife International obejmuje około 47,1 tys. km². Liczebność populacji nie jest oszacowana, ale gatunek jest uznawany za dosyć pospolity. BirdLife International uznaje trend liczebności populacji za spadkowy z powodu utraty siedlisk.